# São Miguel das Missões (Rio Grande do Sul)
São Miguel das Missões è un comune del Brasile nello Stato del Rio Grande do Sul, parte della mesoregione del Noroeste Rio-Grandense e della microregione di Santo Ângelo.
Sorta in prossimità del sito archeologico della riduzione gesuita di São Miguel das Missões (1632-1768), la cittadina è divenuta un municipio autonomo nel 1989.

## Galleria d'immagini

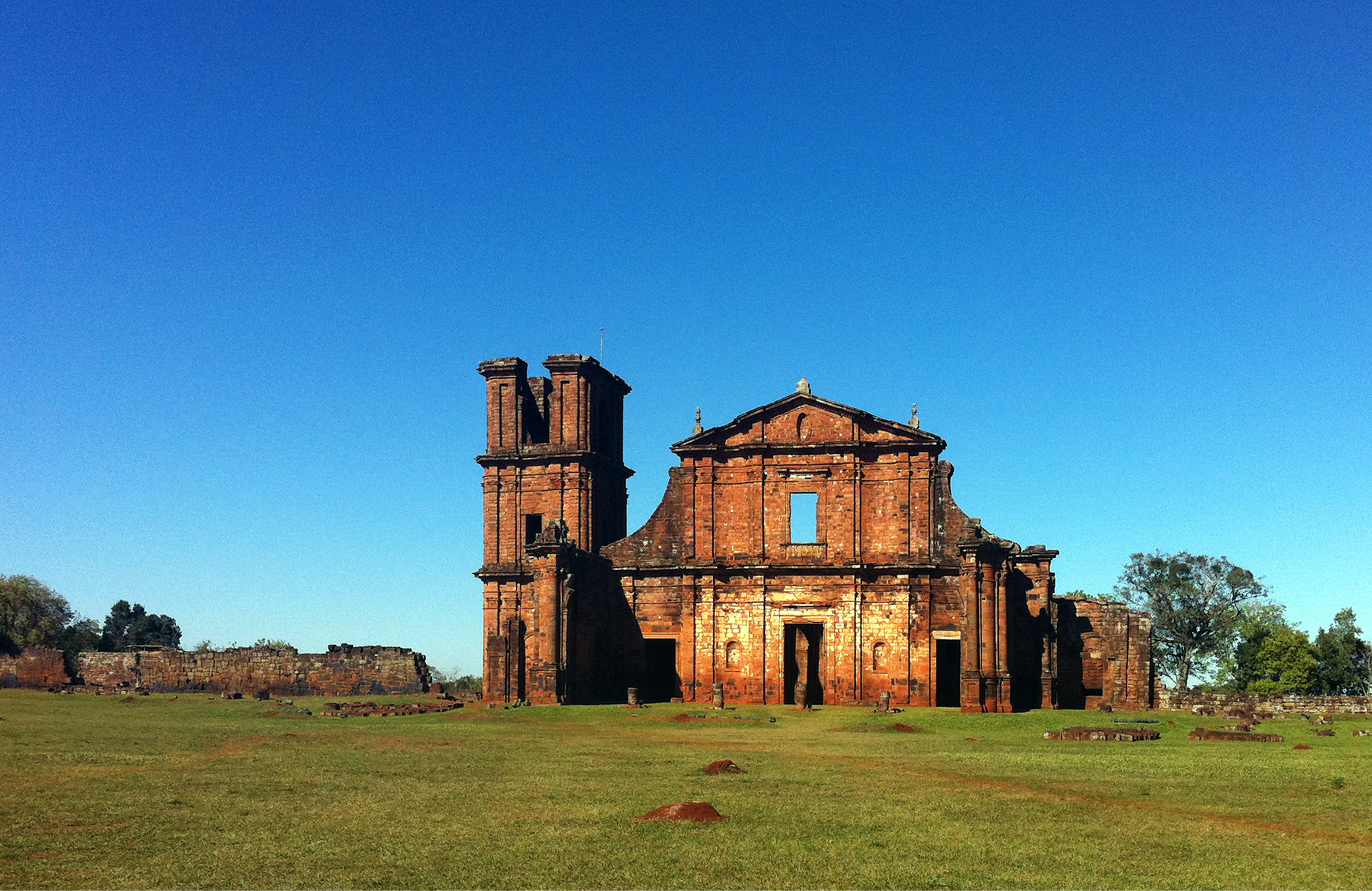
Rovine della chiesa di San Michele Arcangelo
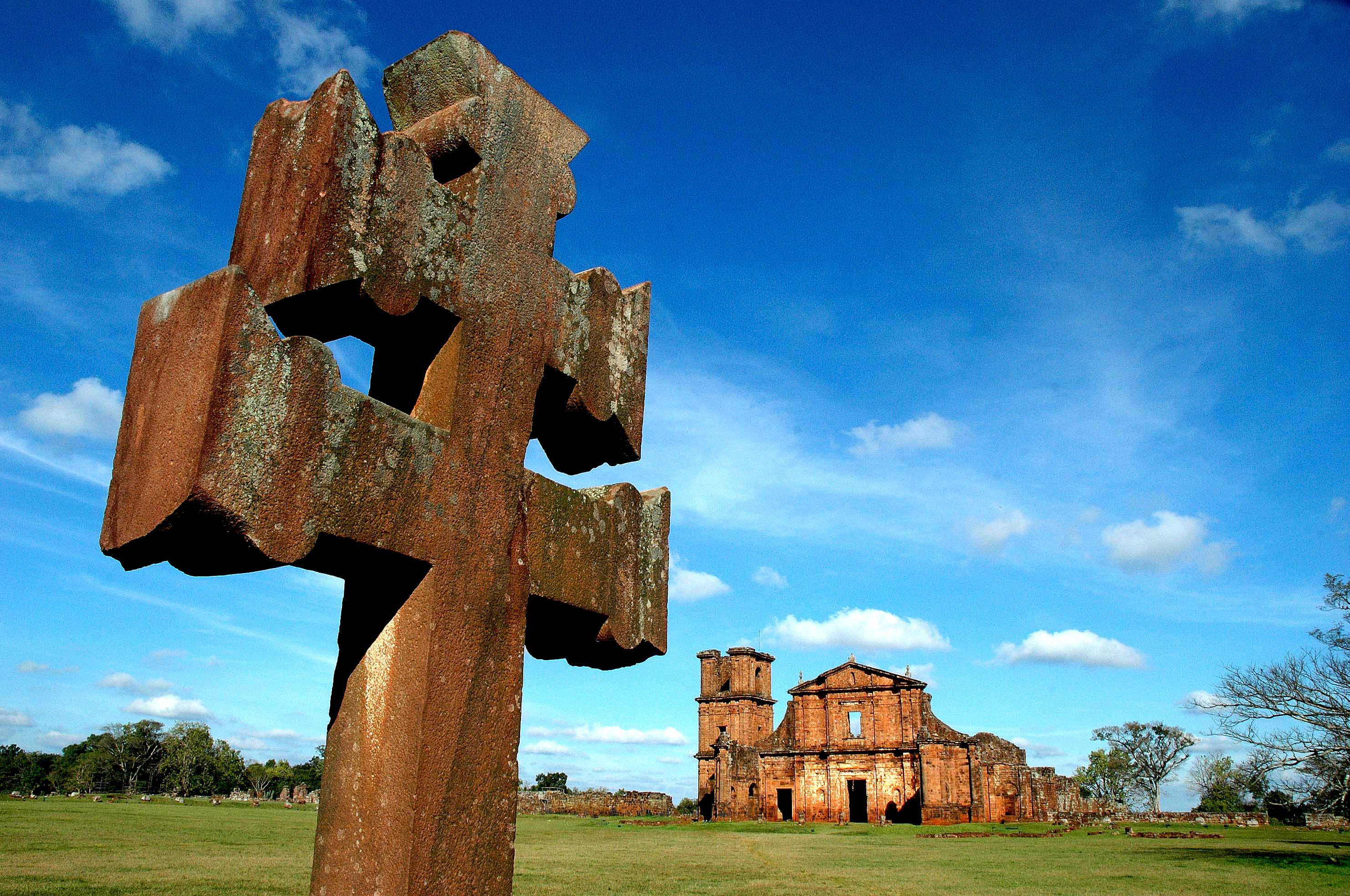
Rovine della chiesa di San Michele Arcangelo
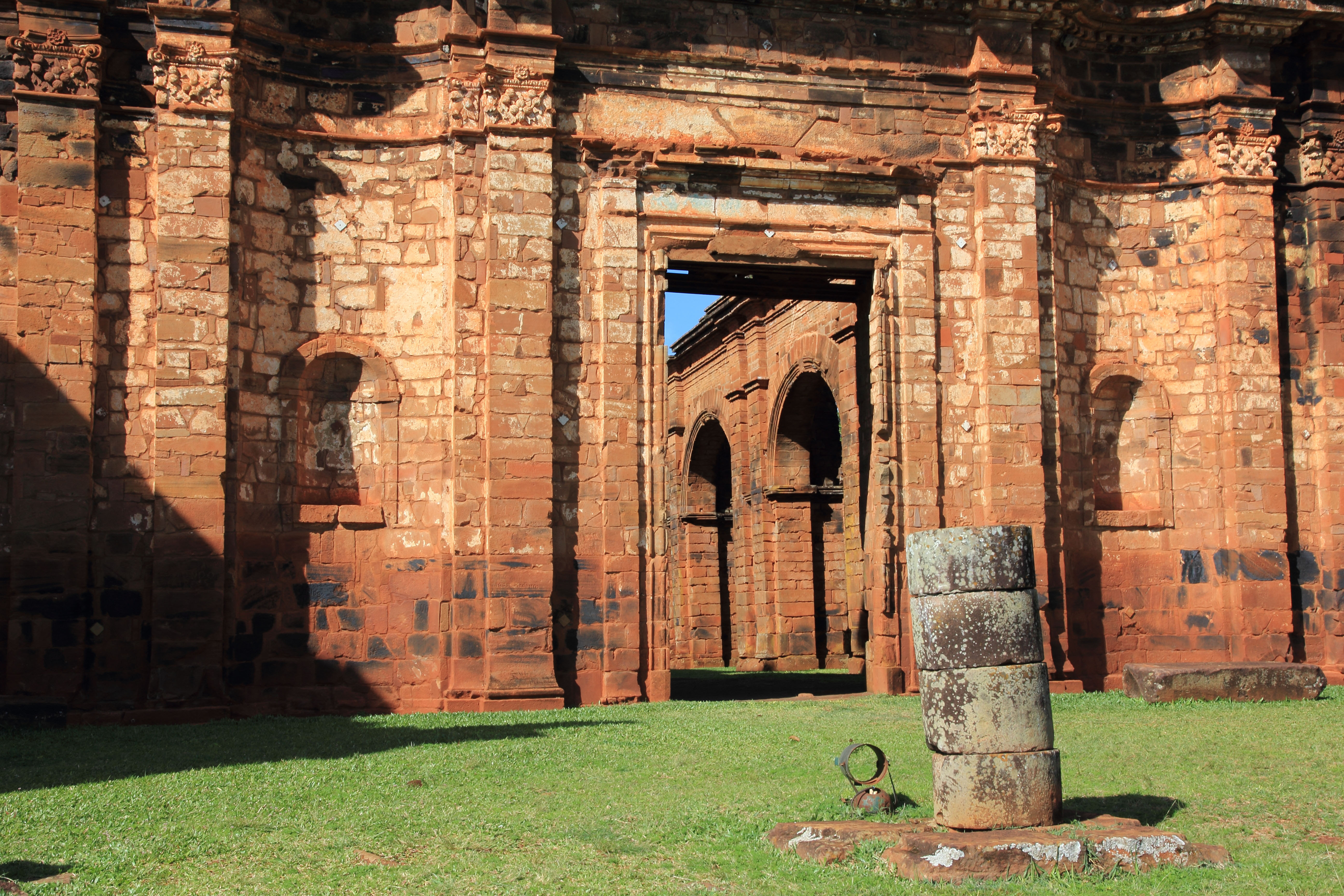
Sito archeologico di São Miguel Arcanjo a São Miguel das Missões